# Aese
Aese (auch: Aessi, Haiite, Île Aessi, Île Aïs, Île Aisse, Île Haïce) ist eine private Insel der Neuen Hebriden. Sie liegt vor der Ostküste von Espiritu Santo und gehört zur Provinz Sanma im Inselstaat Vanuatu.

## Geografie
Die Insel zieht sich entlang der Ostküste von Espiritu Santo und ist wohl zusammen mit der nördlich benachbarten Mavea aus einem ehemaligen Saumriff entstanden. Nach Süden schließt sich eine Landzunge (Palikulo Point) an, die die Palikulo Bay einschließt. Gegenüber von Aese liegt der Ort Saraotou.
Die Insel war früher bewohnt. Heute ist sie in privater Hand und unbewohnt.

## Geschichte
Um 1906 lebten noch 700 Personen auf der Insel.
In den Jahren 1914 und 1915 lebte der britische Völkerkundler John Layard auf den Malakula vorgelagerten kleinen Inseln. Er brachte von seinen Feldforschungen über 400 Fotoplatten und Wachsrollen mit Tonaufnahmen mit. Originale und Kopien der Dokumente liegen im Museum of Archaeology and Anthropology, University of Cambridge.

## Linguistik
Neben der Kreolsprache Bislama werden auf Malakula und den Inseln noch über 20 verschiedene, eigenständige Sprachen gesprochen.